# مدنوغورسك
مدنوغورسك (بالروسية: Медногорск) هي إحدى مدن روسيا في الكيان الفدرالي الروسي أورنبرغ أوبلاست.